# Pop (album)
Pour les articles homonymes, voir Pop.
Albums de U2
Original Soundtracks 1
(1995) The Best of 1980-1990
(1998)
Singles
1. Discothèque
Sortie : 3 février 1997
2. Staring at the Sun
Sortie : 15 avril 1997
3. Last Night on Earth
Sortie : 14 juillet 1997
4. Please
Sortie : 20 octobre 1997
5. If God Will Send His Angels
Sortie : 8 décembre 1997
6. Mofo
Sortie : 8 décembre 1997

Pop est le neuvième album studio du groupe de rock irlandais U2 sorti le 3 mars 1997 sous le label Island Records. Il est produit par Flood, Howie B et Steve Osborne, mixé par ces deux derniers et Mark « Spike » Stent, enregistré par Howie B, Mark « Spike » Stent, Alan Moulder, assistés de Rob Kirwan. Le disque est réalisé dans différents studios à Dublin et à Miami de janvier 1996 à février 1997. Douze chansons composent l'album pour une heure d'écoute environ.
Témoin de l'essor de la dance européenne et des frictions de plus en plus fertiles entre rock et club music, U2 ne veut pas rester sur la touche. Les Irlandais s'appuient sur les styles musicaux en vogue à l'époque pour moderniser encore leur son après Achtung Baby et Zooropa, tout en conservant leur identité. L'album puise notamment son inspiration dans le trip hop, la techno et la britpop.
Bien dans son époque, à la fois contemporain et éclectique, Pop marque toutefois les limites de l'expérimentation pour le groupe dans les années 1990. Il est considéré comme inachevé par U2 qui a dû le finir dans l'urgence, en raison des problèmes d'emploi du temps liés à la nouvelle tournée qui doit suivre. Plusieurs chansons ont même été réenregistrées et mixées par les Irlandais pour des singles et le Best of 1990-2000, publié en 2002. Toutes ces difficultés inciteront le groupe à revenir à ses « fondamentaux » pour le disque suivant, All That You Can't Leave Behind.
Six singles ont été extraits de Pop, un record pour un album de U2, dont les plus connus sont Discothèque et Staring at the Sun. Diversement apprécié par la critique et peut-être l'un des albums les moins aimés de U2, Pop s'est toutefois classé No 1 dans 27 pays au monde et a été vendu à environ 7 millions d'exemplaires. En 2018, la BBC l’a inclus dans sa liste des « albums acclamés que plus personne n’écoute ». Le disque est suivi par la tournée PopMart Tour qui s'est déroulée du 25 avril 1997 au 21 mars 1998.

## Historique

### Contexte
Après la tournée Zoo TV, U2 prend quelques mois de repos. Le groupe s'ouvre ensuite à d'autres musiques et collabore avec différents artistes. Cette période créative et passionnante va s'avérer importante sur le futur album de U2.
C'est ainsi qu'entre 1994 et 1995, les Irlandais enregistrent avec Brian Eno, sous le nom de Passengers, l'album ambiant Original Soundtracks 1, dont sera issu le titre Miss Sarajevo. En juin 1995, U2 sort le single Hold Me, Thrill Me, Kiss Me, Kill Me, une chute de Zooropa qui a été retravaillée, pour la bande originale du film de Joel Schumacher Batman Forever. La même année, Bono et The Edge composent la chanson-titre du générique du nouveau James Bond GoldenEye, interprétée par Tina Turner. Enfin, en 1996, le bassiste Adam Clayton et le batteur Larry Mullen Junior réactualisent le thème original écrit par Lalo Schifrin de Mission: Impossible, le film de Brian De Palma. Puis, le groupe au complet se lance dans la réalisation d'un nouveau disque.

### Enregistrement
Au lendemain de la parution en 1995 de l'album Original Soundtracks 1 avec les Passengers, U2 se remet au travail avec pour objectif de donner au public un successeur à Zooropa. À nouveau, le groupe décide de changer sa façon d'aborder la musique et, en phase avec son époque, se plonge dans l'électronique.
Interviewé par The Times, Adam Clayton explique : « À la fin de notre tournée mondiale, nous avons pris de longues vacances [...] et écouté de la musique [...] Quand nous nous sommes retrouvés, nous avons découvert que nous avions tous écouté le même genre de musique. J'avais écouté Leftfield, Massive Attack et Underworld. Bono et The Edge, The Prodigy, The Chemical Brothers et Oasis. Il était évident que nous allions introduire des éléments de cette musique dans nos chansons. » The Edge complète : « Plus que jamais sur cet album, on s'est éloigné du style U2. Mais, on a dû abandonner certains arrangements et certaines idées en route, pour ne pas se perdre complètement dans les nouveaux genres musicaux qu'on voulait explorer ».

Comme souvent, U2 propose à Brian Eno de produire le nouveau disque. Mais l'intérêt du groupe pour la musique de club et la disco n'intéresse pas vraiment ce dernier (« Il n'était pas intéressé par un disque noisy et nous souhaitions faire sonner les guitares à nouveau... » se souvient Bono) et c'est finalement Flood, aidés principalement de Howie B et de Steve Osborne, qui s'attellent à la production de cet opus. Avant de travailler avec cette équipe de techniciens, U2 enregistre rapidement le titre If You Wear That Velvet Dress avec le compositeur britannique Nellee Hooper à l'été 1995. Puis, le groupe intègre en septembre un entrepôt de Dublin, transformé en vaste studio rempli de machines et d'instruments.

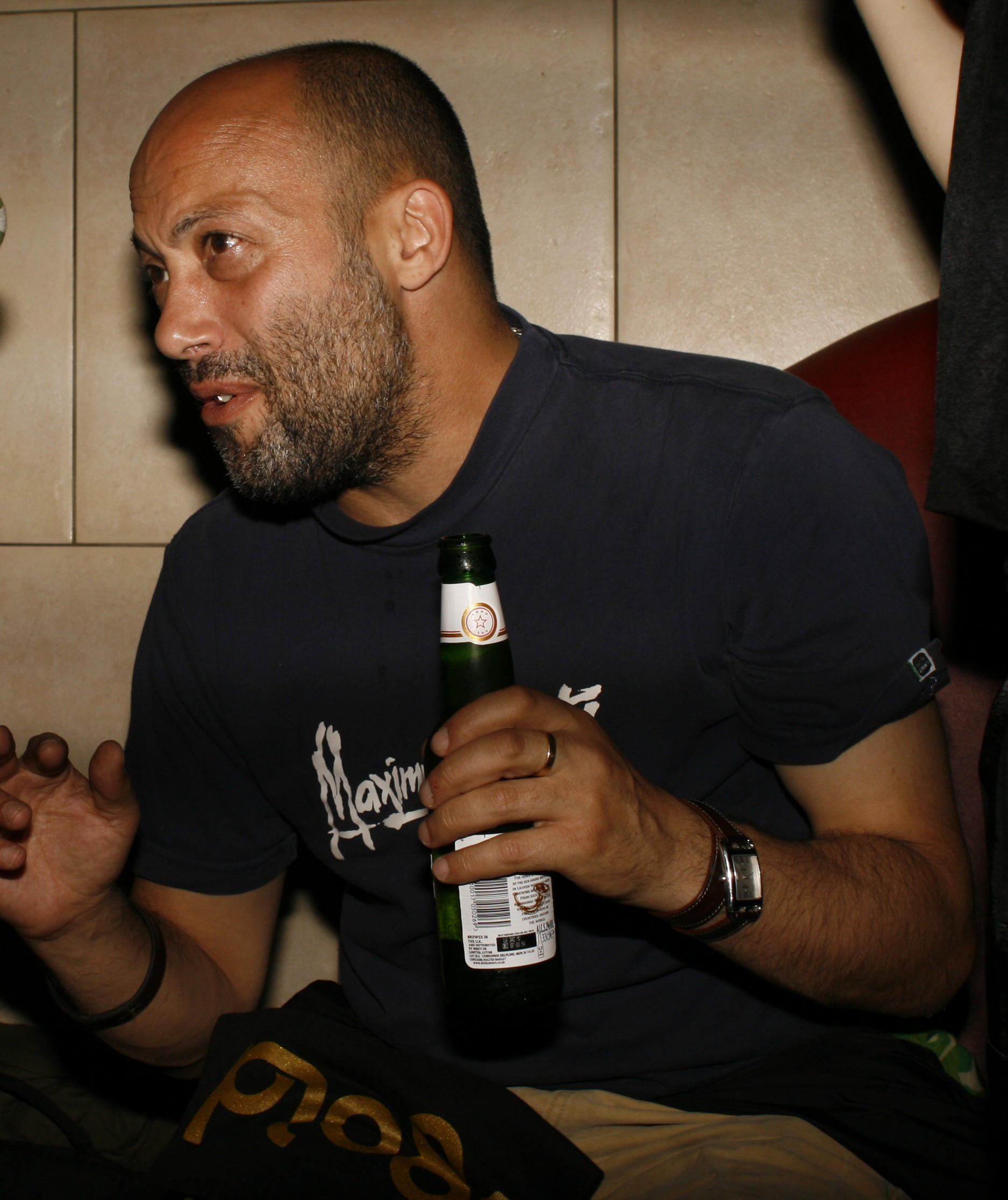
Howie B, coproducteur de l'album.

Le mot d'ordre général est que U2 sonne comme jamais il n'a sonné par le passé, tout en préservant son identité. Flood supervise l'enregistrement et coordonne les différentes étapes. « Il y avait des pistes où je n'avais pas nécessairement une implication majeure » se rappelle ce dernier. « Mais finalement, la responsabilité s'est arrêtée avec moi. J'avais le rôle de superviseur créatif qui jugeait ce qui fonctionnait et ce qui ne fonctionnait pas ». Il a été « un bon collaborateur » se souvient Adam Clayton dans U2 by U2 en 2005. Howie B est au départ une sorte d'ambianceur dont le rôle consiste à jouer au groupe des boucles ou des morceaux pour le faire réagir ou jouer dessus. Sa place deviendra plus claire par la suite et il finira crédité comme ingénieur du son et producteur. « Le courant passe bien avec U2 », déclare Howie B en novembre 1996. « Nous rions beaucoup. Je me pointe avec mes platines et je jamme avec eux. » Enfin, Steve Osborne apporte comme Howie B sa touche électro.
L'enregistrement sera plus long que prévu, retardé entre autres par une opération au dos de Larry Mullen Junior et le groupe terminera dans la précipitation le disque à Miami en février 1997. Un des meilleurs morceaux de l'album portera d'ailleurs le nom de cette grande ville de Floride, une chanson très rythmique. Bono racontera dans U2 by U2  : « les dates de la tournée approchaient à une allure inquiétante, Pop n'a jamais eu le loisir d'être correctement achevé... » La partie vocale de Last Night On Earth fut notamment finalisée quelques heures avant la date limite, le dernier jour de travail. Les sessions débouchent néanmoins sur l’assortiment de sons, d’échantillons, de riffs et de rythmes le plus large jamais entendu sur un album de U2.

### Promotion
Le 3 février 1997, sort le premier single Discothèque qui devient rapidement N°1 des ventes, notamment au Royaume-Uni. Comme la chanson a "fuité" sur le net, le groupe a été contraint d'avancer la date de sortie. Le 12 du même mois, U2 fait la promotion du futur disque et de la tournée PopMart par un mini-concert suivi d'une conférence de presse dans un supermarché de la chaîne K-Mart à Manhattan. Ils interprètent à cette occasion Holy Joe, une face B de Discothèque. Enfin, Pop neuvième album des Irlandais, sort officiellement dans le monde entier le 3 mars 1997.

## Caractéristiques artistiques

### Analyse du contenu
Produit principalement par Flood, Pop est composé de douze titres et son temps d'écoute est d'un peu plus d'une heure. C'est à ce jour, l'album studio de U2 qui dure le plus longtemps. Les influences électroniques d’Achtung Baby et de Zooropa se poursuivent sur ce nouvel opus formant ainsi une sorte de trilogie. Disque inclassable, ni bêtement jeuniste ni gratuitement opportuniste, Pop est aussi une transition entre le délire de Zooropa et le côté sage de All That You Can't Leave Behind. « Je ne sais pas quel genre d'album c'est, dit Bono lors d'une interview. Il y a de la pop, du métal, des influences Hip-hop, de la trance, du thrash. C'est un album mélangé. Je ne sais pas exactement ce que c'est. »
Mélange de soul et de dance, Pop se veut comme un album pour s'amuser et le groupe semble effectivement se faire plaisir. Bono ajoute : « C'est notre disque le plus personnel, il est à la fois divertissant et dur. Achtung Baby était un album qui parlait au cœur, Zooropa s'adressait au cerveau et ce disque vise l'esprit ». Néanmoins, les boucles, samples et autres programmations de Flood, Howie B et Steve Osborne prennent trop souvent le dessus sur les orchestrations traditionnelles du groupe notamment la guitare de The Edge. Le résultat est contrasté.

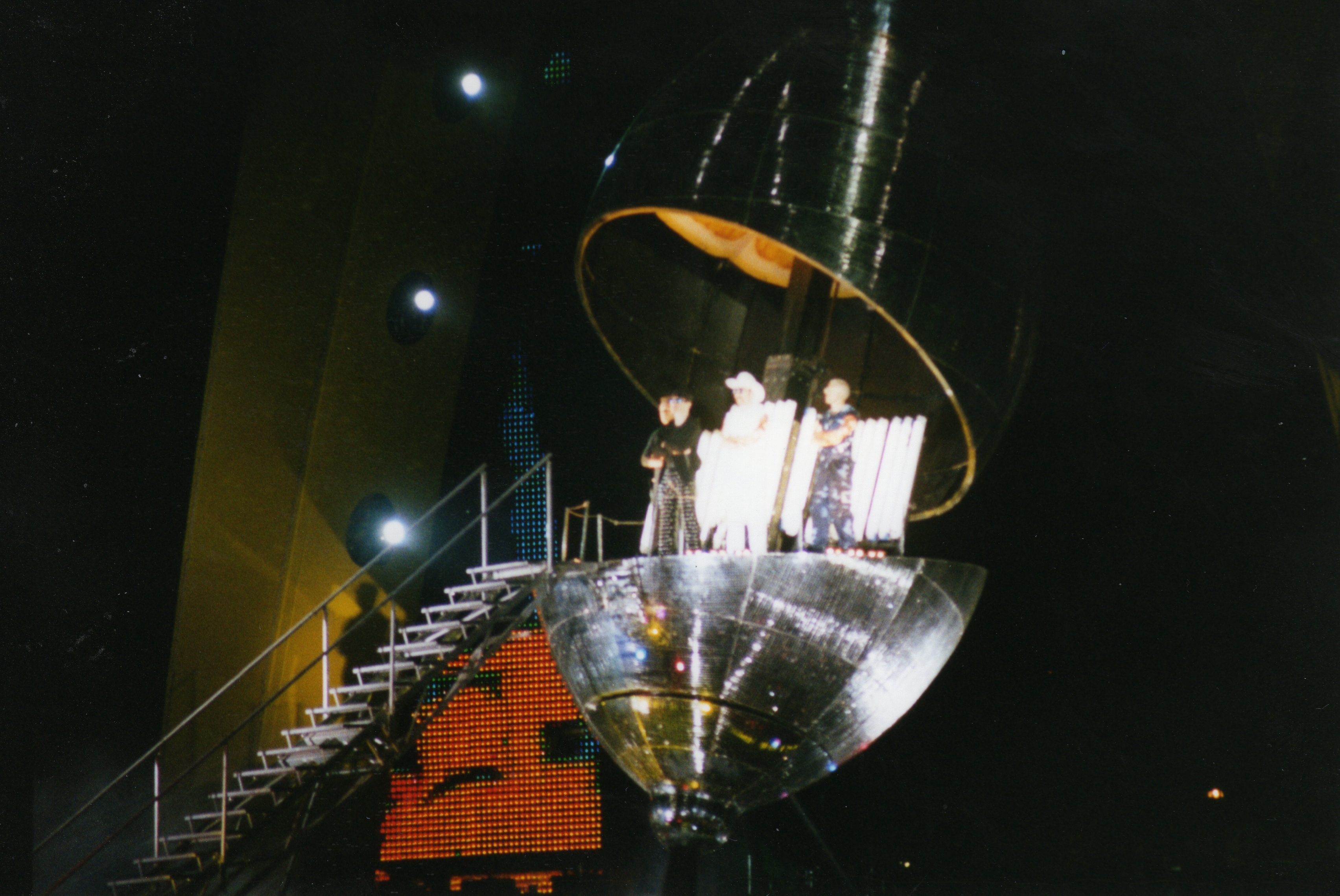
Durant les concerts du PopMart Tour (ici à Belfast en août 1997), U2 sort d'un citron géant et descend les escaliers pour interpréter Discothèque sur la scène centrale.

Premier single de l'album, Discothèque associe rock et expérimentations disco. C'est une chanson « dance » admirable, démontrant que U2 est capable d'utiliser les courants contemporains sans donner l'impression de prendre le train en marche. Ode au dancefloor samplant l'electronica de Simon Pike signée sous le pseudo de Freeform, le morceau surfe sur la vague du Big beat alors porté par The Chemical Brothers ou Fatboy Slim. Discothèque porte un message clair contre la consommation de masse d'abord, mais aussi contre les modes de vies tournés autour de la fête et de la nuit et autres addictions, notamment l'ecstasy, comme le chante Bono. À la fin du clip, U2 parodie Village People, célèbre groupe disco de la fin des années 1970 et symbole du milieu gay.
Co-produit par Steve Osborne, Do You Feel Loved est un titre construit sur un sample de Naked Funk. Le rythme quasi techno est soutenu par de nombreuses programmations. « Nous voulions en faire une chanson sexy et groovy », explique Bono. « Et nous l'avons presque fait. La voix chuchotée dans le couplet ne convainc pas vraiment. » Nouille et emphatique, cette chanson d'amour s'égare dans le boudoir érotique avec ses références à des conversations et des prières parmi l'enchevêtrement des sens.
L'électro-rock Mofo, est un titre dynamique dont la longue introduction peut séduire les fans des Chemical Brothers. « Nous y avons passé des mois, nous nous sommes éternisés dessus confesse Adam Clayton ». Puis nous avons dit à Flood : « Mettons du hip-hop dedans, mettons-la à poil, trouvons un beat et voyons où çà nous mène ». En partie inspiré par la mère décédée de Bono et interprété d'une voix rauque touchante, Mofo reste l'une des expérimentations sonore et rythmique les plus audacieuses de U2.
Publié comme dernier single de l'album (en même temps que Mofo) en décembre 1997, le rock gospel If God Will Send His Angels, apparaît sur la bande originale du film La Cité des anges sorti en 1998. C'est une chute de Zooropa fortement retravaillée. Dans le texte, Bono plaide pour l'aide de Dieu. À la fois dépouillée et riche, If God Will Send His Angels est le lien parfait entre toutes les œuvres musicales du groupe.
Autre moment fort du disque et second single, Staring at the Sun (Fixer le soleil) alterne sonorités modernes et partie acoustique. Galopant sur une guitare à la Stone, cette balade pop-rock sonne comme One après une longue nuit dans les pubs. Le morceau parle d'un après-midi ensoleillé et paresseux, mais fait aussi allusion à la présence militaire anglaise en Irlande du Nord. Le passage « Stuck together with God's glue » est le titre d'un album des rockers Irlandais Something Happens, sorti en 1990. Citons aussi ces quelques mots de la chanson, sommet d'autoparodie : « Bon sang, l'arbitre ne veut pas siffler la fin du match ! Dieu m'entendra-t-il ? » Staring At The Sun demeure le seul morceau de Pop que U2 interprète parfois en concert, notamment lors de l'eXPERIENCE + iNNOCENCE Tour en 2018.
Troisième single de l'album, Last Night On Earth est une chanson sur le suicide. C'est un titre nerveux où l'hédonisme d'une jeune femme l'anesthésie contre le vide spirituel du nouveau millénaire proche. Pour masquer la voix imparfaite de Bono sur le morceau, le groupe met plein d'écho dessus et The Edge chante également. En hommage à la chanson des Beatles Here Comes the Sun, Bono insère ce passage dans le second couplet de Last Night On Earth : « She's at a bus-stop with the News of the World, And the Sun, 
Sun here it comes ».
Dans le morceau pop rock Gone, U2 reste fidèle à son identité musicale, avec la guitare de The Edge mise en avant. C'est un titre puissant et personnel qui sera interprété dans presque tous les concerts du PopMart Tour et de l'Elevation Tour. La chanson traite explicitement de la perte, des remords et de la mortalité. C'est d'après Bono, le portrait d'une rock star qui tente de se libérer des responsabilités pour profiter de la virée, des feux de la rampe, de la célébrité. Non publiée en single, Gone se retrouvera néanmoins sur le Best of 1990-2000  du groupe dans une version remixée.
Qualifiée par The Edge de « capitale du plaisir immédiat. », Miami est une berceuse libidineuse et métallique. C'est l'un des morceaux les plus expérimentaux de l'histoire de U2. La batterie de Larry Mullen Junior est  entrelacée de grondements hip-hop souterrains. Les thèmes de la chanson sont le consumérisme et la violence. En 2005, le magazine britannique Q a inclus Miami dans une liste des "Ten Terrible Records by Great Artists" (les dix horribles enregistrements de grands artistes).
The Playboy Mansion (le manoir Playboy) et ses nappes de claviers fluides, est presque trop seventies pour ne pas dissimuler une arrière-pensée électro. « C'est une chanson proche du thème du loto, la foi contre la chance, la prospérité versus la chance », explique Bono.
If You Wear That Velvet Dress est une ballade voluptueuse née un soir d'improvisation avec Nellee Hooper. Les paroles relatent d'une rencontre indistincte durant laquelle le protagoniste hésite entre deux femmes, qui sont représentées par nos tendances contraires à vénérer le Soleil ou la Lune.
« Morceau cadeau de l'enfer », d'après Bono, Please est le quatrième single de l'album, sorti le 20 octobre 1997. C'est une prière pop rock réussie, avec des paroles très sérieuses sur la politique (le conflit confessionnel en Irlande du Nord), la complaisance envers soi-même ou l'hypocrisie. Bono considère le morceau comme le plus grave, le plus dur, voire le plus méchant de l'album.
Enfin, Wake Up Dead Man qui provient des sessions de Zooropa, est une chanson rock introduite par des voix bulgares. La section rythmique d'Adam Clayton et de Larry Mullen Junior y est particulièrement mise en valeur. Wake Up Dead Man porte la question de la présence du mal dans ce monde, devant la présence d’un Dieu plein d’amour.
Ayant émis certaines réserves sur leur album, U2 retravaillera trois titres, en l’occurrence Discothèque, Staring At The Sun et Gone, dans des versions plus simples et épurés, pour le Best of 1990-2000 sorti en 2002.

### Pochette

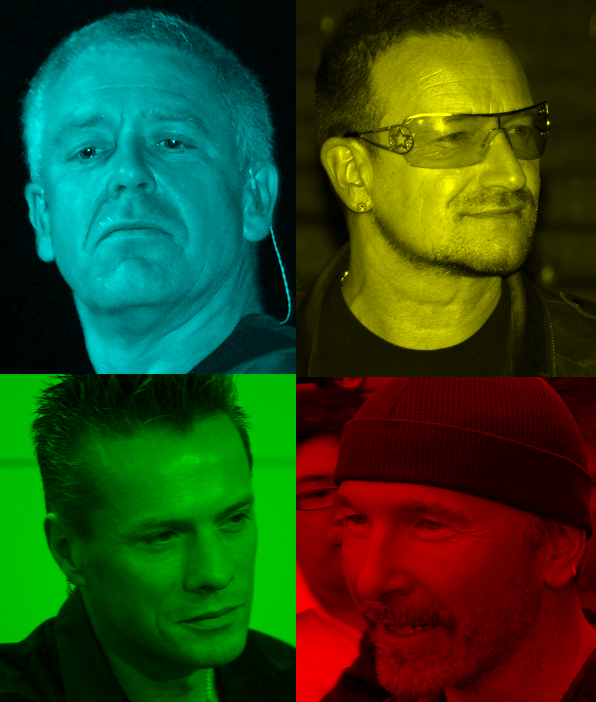
Les 4 membres de U2 en plus âgés, avec les mêmes couleurs que la pochette de l'album Pop (photomontage de 2011).

Pour la couverture de l’album Pop, l’influence de Roy Lichtenstein est présente : les portraits des quatre membres de U2 sont en couleurs primaires, sur fond de gris métallique, et juxtaposés. Au dos de la pochette, un grand arc de cercle jaune fait penser un peu au logo de McDonald's, prémisse de la scène arrière du PopMart Tour. Avec le packaging de leur album, U2 semble donc avoir trouvé ce qui serait le thème de la tournée promouvant Pop : des concerts sous le signe du Pop Art. Les photos de l'album ont été réalisées par le néerlandais Anton Corbijn.

## Album et chansons décrits par les membres de U2
Pour le manager du groupe Paul McGuinness : « en baptisant l'album Pop, on ne véhiculait pas la bonne image. Ce n'était pas un album pop, c'était un album moderne, mais U2 était encore un groupe de rock n'roll ».
Bono a, quant à lui décrit Pop comme étant « le son de U2 essayant de composer une ode à la culture club sans utiliser les outils de la dance music, à savoir les loops, les boîtes à rythmes et les Pro Tools ». Il ajoute : « Nous voulions faire un disque de fête, sauf que nous sommes arrivés à la fin de la fête ».
Pour The Edge, « l'album commence avec la promesse lumineuse de Discothèque et s'achève dans la noirceur de Wake Up Dead Man ».
- Discothèque : « On voulait un titre qui donne le ton. (…) C'est une devinette dont la réponse est l'amour », Bono
- Do You Feel Loved : « C'était une grande pensée qui n'est jamais devenue une grande chanson », The Edge
- Mofo : 
  - « Très belles paroles, production excellente », The Edge
  - « Mofo est un de mes morceaux favoris. On dirait du Led Zeppelin sous ecstasy ! »[74], Gavin Friday
- If God Will Send His Angels : « C'est un bon titre, mais le refrain ne colle pas tout à fait », The Edge
- Staring At The Sun : « Encore un excellent morceau qui, pour je ne sais quelle raison, n'a jamais donné un excellent enregistrement », The Edge
- Last Night on Earth : « Elle correspond davantage à l'esthétique du groupe. Mais est-ce une chanson de la trempe d'un New Year's Day ou d'un Sunday Bloody Sunday ? À l'évidence, non, sinon nous jouerions encore ce titre aujourd'hui en concert », The Edge
- Gone : « C'est un titre qui a toujours été plus convaincant à la guitare acoustique », The Edge
- Miami : « Au départ, la musique était très différente. Et puis les paroles de Bono ont redéfini la forme, la structure et le son du mix final. On a fait un petit Polaroid de ce lieu »[75], The Edge
- The Playboy Mansion : « Ses références très datées jouent en sa défaveur », Bono
- If You Wear That Velvet Dress : « On voulait pondre un classique lounge et on se retrouve avec un bruit de fond pour salon d'aéroport », Bono
- Please : « C'est une super-chanson, mais j'ai l'impression qu'elle n'est pas terminée, il manque quelque chose pour quelle soit parfaite, mais je ne sais pas quoi », Larry Mullen Junior
- Wake Up Dead Man : « C'est un grand morceau de rock gothique. C'est un titre qui cogne bien ». Adam Clayton

(Sources pour les commentaires : U2 by U2 de Neil McCormick, U2 de Stan Cuesta et Interview de The Edge en 1997 paru dans Les Inrockuptibles).

## Critiques
À sa sortie, les jugements sur le disque sont très positifs, mais pour peu de temps... Le magazine Rolling Stone lui décerne 4 étoiles sur 5 avec ce commentaire : « U2 s'est moins réinventé que redécouvert. Avec Pop, il a défié le destin et enregistré la meilleure musique de sa vie ». Pour le Sunday Times, « Au bout de 20 ans, le quatuor irlandais a fait son premier grand album. »  Le magazine Salon salua de son côté Pop comme l'union naturelle de la culture des clubs et de la foi. Dans un article pour le NME le 1er mars 1997, Johnny Cigarettes estime que : « ce disque est peut-être de la pop après tout, au sens où il vit dans l'instant et déverse son jus louche, irrésistible et fou sur tout le son ». Il poursuit : « Ils ont corrompu avec succès leur vision énorme et bâtarde de la façon dont le rock peut sonner... Après toutes ces années, vous pouvez croire en U2. N'est-ce pas ironique ? » 
En France, Rock & Folk le désigne album du mois, tandis que les Inrockuptibles qui ont apprécié le disque  placent U2 en couverture.
Néanmoins, la faiblesse des ventes du disque (7 millions) comparée aux anciens albums comme Achtung Baby (18 millions) ou Zooropa (8 millions) et les concerts parfois ratés comme au début de la tournée américaine PopMart Tour ont amené certains journaux à être beaucoup plus sévères sur l'album, raillant son ambition. Le New York Times écrivit notamment : « U2 sonnait inspiré, désormais il sonne onéreux ». Citons aussi la critique négative de Taylor Parkes, pour le Melody Maker : « Une ceinture bouclée de grooves patients et bondissants, sans acte, ni incident, couronnés d'une voix nasale... Le défaut de U2 est qu'il ne voit pas que pop par opposition à Pop n'est pas une forme d'art aussi avilie qu'il le croit. En vrais raseurs, ils ont raté le crépitement qu'il y a en Iggy Pop, les Who des débuts, les Stones, et toutes leurs supposées sources... »
En conséquence, Pop a sans doute été un des albums les moins bien accueillis du groupe autant par la presse que le public, même si les avis sont souvent aujourd'hui complètement divergents, certains le considérant comme le pire, d'autres comme le meilleur. Dans le livre Les 1001 albums qu'il faut avoir écoutés dans sa vie, sous la direction de Robert Dimery, un critique parle même, à la page 867, concernant Zooropa et Pop, d'albums « pseudo-décadents ».
Le groupe lui-même, dans son autobiographie (U2 by U2), admet que beaucoup de titres ont certes des qualités indéniables, mais ont été soit bâclés (Do You Feel Loved n'est pas une bonne chanson selon The Edge) ou mal enregistrés, faute de temps.
Le batteur Larry Mullen a déclaré qu'il a toujours « l'espoir de finir un jour ces chansons ».

## Anecdotes
Pendant l'enregistrement de l'album, le groupe doit se passer quelques jours des services de son batteur Larry Mullen, qui souffre du dos. Il sera alors « remplacé » par des boîtes à rythme confectionnées par Flood.
Pour le troisième single de l'album, intitulé Last Night On Earth et sorti à l'été 1997, une portion d'une autoroute de Kansas City dans le Missouri est utilisée pour le tournage du clip. Des journalistes ont posé la question aux gens de la région pour savoir si cela les dérangeait de voir une autoroute bloquée par un groupe de rock. Dans leur grande majorité, ils ont répondu que cela ne les ennuyait guère puisque c'était U2.

À noter en face B du simple Last Night on Earth une reprise du morceau Pop Muzik, à l'origine succès du groupe M de Robin Scott en 1979. La chanson est en fait un remix de la version originale par Steve Osborne, avec des paroles différentes et ré-enregistrées par Bono. Elle est notamment utilisée en introduction du PopMart Tour, et sert de thème à l'album.

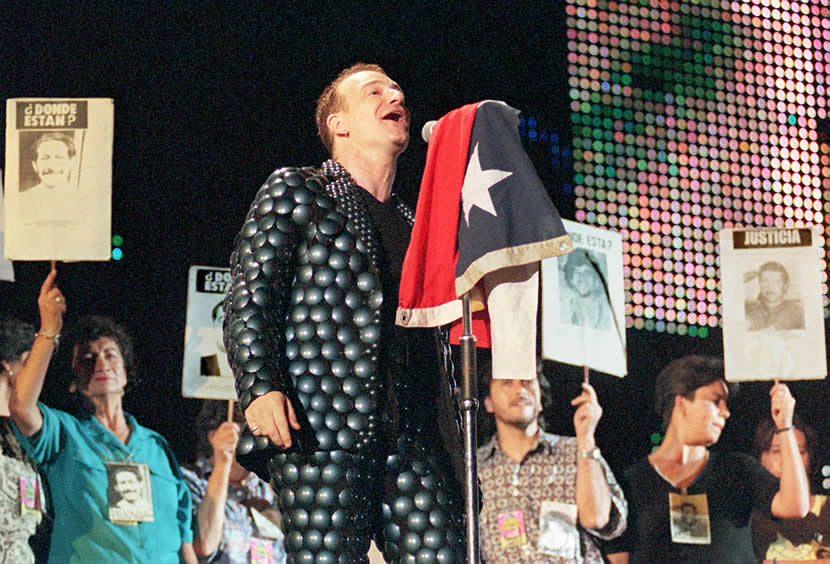
Bono lors du concert à Santiago du Chili en 1998 pendant le PopMart Tour.

## PopMart Tour
La tournée promotionnelle de l'album Pop débute à Las Vegas le 25 avril 1997 et se termine à Johannesbourg le 21 mars 1998. Le PopMart Tour traverse six continents pour 93 concerts : Amérique du Nord, Europe, Amérique du Sud, Océanie, Asie (notamment en Israël pour la première fois), Afrique. U2 passe au Parc des Princes à Paris à et l'Espace Grammont à Montpellier en septembre 1997. Toutes les chansons de Pop sont jouées en entier au moins une fois durant la tournée, à l'exception de The Playboy Mansion.

## Classements et ventes de l'album
Pop a été no 1 dans 27 pays à sa sortie notamment aux États-Unis, en France et en Angleterre. Il s'est vendu à 8 millions de copies dans le monde. En France, 300 000 albums se sont écoulés. Rock & Folk, en 1998, a parlé de bide. Pop n'a été récompensé par aucun trophée.
| Pays        | Position | Certification | Ventes    |
| ----------- | -------- | ------------- | --------- |
| Allemagne   | 1        |               | 250 000   |
| Australie   | 1        | Platine       | 70 000    |
| Autriche    | 1        | Platine       | 50 000    |
| Canada      | 1        | 3× Platine    | 300 000   |
| Espagne     | 1        | Platine       | 300 000   |
| États-Unis  | 1        | Platine       | 1 500 000 |
| Finlande    | 1        | Or            | 32 952    |
| France      | 1        | Platine       | 300 000   |
| Hollande    | 1        | Or            | 50 000    |
| Hongrie     | 2        |               |           |
| Italie      | 1        | 3× Platine    | 400 000   |
| Japon       | 2        | Platine       | 200 000   |
| Pologne     | 1        | Or            | 50 000    |
| Royaume-Uni | 1        | Platine       | 300 000   |
| Suisse      | 1        | Platine       | 50 000    |

## Singles et leurs positions dans les Hits-Parades
- Discothèque (3 février 1997) : GB no 1 / Norvège no 1 / Irlande No 1 / Japon no 1 / Canada no 2 / Allemagne no 9 / États-Unis no 10
- Staring at the Sun (15 avril 1997) : Canada no 1[108] / GB no 3 / Australie no 23 / États-Unis no 26 / Allemagne no 78
- Last Night On Earth (14 juillet 1997) : Canada No 4 / GB N°10
- Please (20 octobre 1997) : Irlande No 6 / GB No 7 / Canada No 10
- If God Will Send His Angels (8 décembre 1997) : Irlande No 11 / GB No 12
- Mofo (remixe sorti le 8/9 décembre 1997) : Australie No 35

## Liste des titres
Toutes les paroles sont écrites par Bono et The Edge, toute la musique est composée par U2.
| 1.    | Discothèque                   | Flood                | 5:19 |
| 2.    | Do You Feel Loved             | Steve Osborne, Flood | 5:07 |
| 3.    | Mofo                          | Flood                | 5:49 |
| 4.    | If God Will Send His Angels   | Flood, Howie B       | 5:22 |
| 5.    | Staring at the Sun            | Flood                | 4:36 |
| 6.    | Last Night on Earth           | Flood                | 4:45 |
| 7.    | Gone                          | Flood                | 4:26 |
| 8.    | Miami                         | Flood, Howie B       | 4:52 |
| 9.    | The Playboy Mansion           | Flood, Howie B       | 4:40 |
| 10.   | If You Wear That Velvet Dress | Flood                | 5:15 |
| 11.   | Please                        | Flood, Howie B       | 5:02 |
| 12.   | Wake Up Dead Man              | Flood                | 4:52 |
| 60:09 |                               |                      |      |

| Titre bonus Japon | Titre bonus Japon     | Titre bonus Japon | Titre bonus Japon | Titre bonus Japon | Titre bonus Japon | Titre bonus Japon | Titre bonus Japon | Titre bonus Japon | Titre bonus Japon |
| No                | Titre                 | Mixé par          | Durée             |                   |                   |                   |                   |                   |                   |
| ----------------- | --------------------- | ----------------- | ----------------- | ----------------- | ----------------- | ----------------- | ----------------- | ----------------- | ----------------- |
| 13.               | Holy Joe (Guilty mix) | Flood             | 5:08              |                   |                   |                   |                   |                   |                   |
| 65:17             |                       |                   |                   |                   |                   |                   |                   |                   |                   |

## Crédits
U2
- Bono - chant , guitare
- The Edge - guitare, synthétiseurs, chœurs
- Adam Clayton - basse
- Larry Mullen, Jr. - batterie, percussions et programmation

Production
- Flood - production, claviers
- Steve Osborne - production, claviers, enregistrement, mixage
- Ben Hillier - programmation
- Howie B - production, platines, claviers, enregistrement, mixage
- Marius De Vries - claviers
- Mark "Spike" Stent - enregistrement, mixage
- Alan Moulder - enregistrement
- Howie Weinberg - masterisation
- Deborah Mannis-Gardner - échantillonnage

## Réédition
Pop est réédité en vinyle le 13 avril 2018.